# Antonio Grisanti
Antonio Grisanti (Cunico, 26 ottobre 1859 – Torino, 17 maggio 1914) è stato un attore italiano.

## Biografia
Affermato ed esperto attore teatrale e capocomico, si accostò al cinema muto agli inizi degli anni dieci, quando fu scritturato dalla casa torinese Ambrosio Film, dove girò quasi tutti i film della sua carriera cinematografica svoltasi dal 1910 al 1914, eccetto L'uragano (1911) della Pasquali.

## Filmografia parziale
- Il segreto del gobbo, regia di Luigi Maggi (1910)
- L'uragano, regia di Ubaldo Maria Del Colle (1911)
- Abele fratricida (1912)
- Il fischio della sirena, regia di Eduardo Bencivenga (1912)
- Il pellegrino, regia di Mario Caserini (1912)
- La nave, regia di Eduardo Bencivenga (1912)
- La nave dei leoni, regia di Luigi Maggi (1912)
- Parsifal, regia di Mario Caserini (1912)
- Satana, regia di Luigi Maggi (1912)
- Agenzia Griffard, regia di Vitale De Stefano (1913)
- Gli artigli di Griffard, regia di Vitale De Stefano (1913)
- Gli ultimi giorni di Pompei, regia di Mario Caserini ed Eleuterio Rodolfi (1913)
- Il critico, regia di Febo Mari (1913)
- I promessi sposi, regia di Eleuterio Rodolfi (1913)
- Il ragno, regia di Eduardo Bencivenga (1913)
- La sorpresa del nonno, regia di Eleuterio Rodolfi (1913)
- Napoleone, epopea napoleonica, regia di Eduardo Bencivenga (1914)
- I soldatini del Re di Roma, regia di Eleuterio Rodolfi (1915)